# رابرت بارو
رابرت جوزف بارو (به انگلیسی: Robert Joseph Barro) (زاده ۲۸ سپتامبر ۱۹۴۴) اقتصاددان آمریکایی، فعال در حوزه اقتصادکلان، عضو مکتب نئوکلاسیک و استاد اقتصاد پل واربورگ (بانکدار آلمانی الاصل آمریکایی) در دانشگاه هاروارد است؛ همچنین نخستین مشاور اقتصادی فدرال رزرو (بانک مرکزی ایالات متحده) بوده است.
طبق پروژه «مقالات پژوهشی در اقتصاد»، که در ماه مارس ۲۰۱۶ انجام شده‌است، به علت مشارکت‌های علمی و پژوهشی‌اش، او را به عنوان پنجمین اقتصاددان تأثیرگذار در جهان قلمداد کرده‌اند. بارو همراه با رابرت لوکاس و توماس سارجنت به عنوان یکی از بنیان‌گذاران علم اقتصادکلان نئوکلاسیک شناخته می‌شود. او در حال حاضر پژوهشگر ارشد مؤسسه هوور وابسته به دانشگاه استنفورد است.

## فعالیت دانشگاهی
بارو در سال ۱۹۶۵ با درجه لیسانس B.S فیزیک از مؤسسه فناوری کالیفرنیا فارغ‌التحصیل شد، جایی که او تحت تعلیم ریچارد فاینمن قرار گرفت، اما او متوجه شد که او "در سطح خیلی بالایی در این رشته قرار ندارد". او سپس به تحصیل در رشته اقتصاد گرایش پیدا کرده و در سال ۱۹۷۰ به کسب مدرک دکترا در این رشته از دانشگاه هاروارد  نائل آمد.
او برای اولین بار با مقاله سال ۱۹۷۴ خود تحت عنوان "آیا اوراق قرضه دولت ثروت خالص هستند؟" مورد توجه قرار گرفت، این مقاله‌ای بود که استدلال می‌کرد که تحت مفروضات خاص، استقراض حال حاضر می‌تواند با افزایش ارث به نسل‌های آینده، موجب افزایش تولید شود و بر همین اساس باعث افزایش درآمد مالیاتی شود که انتظار می‌رود این اوراق باید از آن محل بازپرداخت شوند. این مقاله در پاسخ مستقیم به نتایج بلایندر - سولو بود، که اشاره کرده بود که پیامدهای بلند مدت استقراض دولت با اثر رفاه جبران خواهد شد. این مقاله، یکی از پر ارجاع‌ترین مقالات در اقتصاد کلان است و تعادل ریکاردویی که در آن استفاده شده‌است هنوز در اقتصاد مورد استفاده قرار می‌گیرد.
بارو با هرشل گراسمن برای تنظیم مقاله اثرگذار «یک مدل عدم تعادل عمومی درآمد و اشتغال» همکاری نمود، که برای سال‌های بسیاری در زمره مقالات پر استناد مجله آمریکن اکونومیک ریویو (American Economic Review) قرار داشت. مقاله این ایده را مورد بررسی قرار داده بود که عدم تعادل در یک بازار می‌تواند اثرات جانبی به بازار دیگری داشته باشد، و بین تقاضا و تقاضای مؤثر تمایز قائل شد. بارو و گروسمن کار خود را گسترش دادند و کتاب درسی کلاسیک «پول، اشتغال، و تورم» را در سال ۱۹۷۶ به رشته تحریر درآوردند.

## زندگی شخصی
بارو دارای سه فرزند، که بزرگ‌ترین آنها دخترش، جنیفر، و دو پسر، جیسون و جاش است. جنیفر متخصص گوارش در گرینویچ، کانکتیکات است. او مدرک پزشکی خود را از دانشکده پزشکی دانشگاه استانفورد در سال ۱۹۹۸ دریافت کرد. او کارآموزی و اقامت خود را در مرکز پزشکی بث اسرائیل (Deaconness) تکمیل و برای کمک هزینه تحصیلی به دانشگاه استنفورد بازگشت. جیسون مدرک کارشناسی ارشد و دکترا در اقتصاد از دانشگاه هاروارد دریافت کرده‌است. او استادیار سازمان‌های صنعتی در دانشکده کسب و کار هاروارد در کمبریج، ماساچوست است. جاش بارو، یک ویرایشگر سیاست در کسب و کار است. در سال ۲۰۱۲، در مجله فوربس، دیوید بروکس او را به عنوان بخشی از «جناح راست پر جنب و جوش و با نفوذ فزاینده» ذکر کرده است.